# Echinopora litae
Espèce
Statut CITES
Echinopora litae est une espèce de coraux appartenant à la famille des Merulinidae.

## Taxonomie
Pour le WoRMS, le taxon Echinopora litae est invalide et lui préfère Echinopora lamellosa (Esper, 1795).